# سار کوچک
سار کوچک (نام علمی: Aplonis minor) نام یک گونه از تیره سار است.